# Районна рада
Райо́нна ра́да — орган місцевого самоврядування, що представляє спільні інтереси територіальних громад сіл, селищ, міст певного району у межах повноважень, визначених Конституцією України, цим та іншими законами, а також повноважень, переданих їм сільськими, селищними, міськими радами (частина 2 статті 10 Закону України «Про місцеве самоврядування в Україні»).
Місія (головна мета діяльності) органу місцевого самоврядування — призначення органу для вирішення проблем суспільства (соціальних, економічних, гуманітарних та інших).

## Основні повноваження районної ради
- обрання голови ради, заступника голови районної ради, звільнення їх з посади;
- утворення, обрання і ліквідація постійних та інших комісій ради, зміна їх складу;
- обрання голів комісій; утворення президії (колегії) ради, затвердження положення про неї;

- затвердження за пропозицією голови ради структури виконавчого апарату ради, його чисельності, встановленої відповідно до типових штатів, затверджених Кабінетом Міністрів України, витрат на утримання ради та її виконавчого комітету;
- затвердження регламенту ради; затвердження плану роботи ради з урахуванням вимог статті 32 Закону України "Про засади державної регуляторної політики у сфері господарської діяльності";

- заснування засобів масової інформації відповідної ради, призначення і звільнення їх керівників; заслуховування звітів постійних комісій, керівників органів, які рада утворює, обирає та призначає;
- розгляд запитів депутатів, прийняття рішень по них;
- прийняття рішень щодо дострокового припинення повноважень депутата ради в порядку, встановленому законодавством; визначення відповідно до закону кількісного складу ради;
- прийняття за пропозицією територіальних громад рішення щодо проведення консультативного опитування з питань, які стосуються їхспільних інтересів;
- здійснення відповідно до закону повноважень щодо організації проведення всеукраїнських референдумів та виборів органів державної влади і місцевого самоврядування;
- затвердження відповідно до закону Положення про зміст, опис та порядок використання символіки району;
- прийняття рішень щодо об'єднання в асоціації, вступ до асоціацій та інших форм добровільних об'єднань органів місцевого самоврядування, що представляють спільні інтереси територіальних громад, а також про вихід із них;
- затвердження програм соціально-економічного та культурного розвитку району, цільових програм з інших питань, заслуховування звітівпро їх виконання;
- затвердження районних бюджетів, внесення змін до них, затвердження звітів про їх виконання;
- розподіл переданих з державного бюджету коштів у вигляді дотацій, субвенцій відповідно між місцевими бюджетами сіл, селища; вирішення за дорученням відповідних рад питань про продаж, передачу в оренду, концесію або під заставу об'єктів комунальної власності, які забезпечують спільні потреби територіальних громад і перебувають управлінні районної ради, а також придбання такихоб'єктів в установленому законом порядку;
- вирішення в установленому законом порядку питань щодо управління об'єктами спільної власності територіальних громад сіл, селищ, що перебувають в управлінні районної ради; призначення і звільнення їх керівників;
- вирішення відповідно до закону питань регулювання земельних відносин;
- вирішення відповідно до закону питань про надання дозволу на спеціальне використання природних ресурсів районного значення, а також про скасування такого дозволу;
- встановлення правил користування водозабірними спорудами, призначеними для задоволення питних, побутових та інших потреб населення, зон санітарної охорони джерел водопостачання, обмеження або заборони використання підприємствами питної води у промислових цілях;
- прийняття рішень про організацію територій і об'єктів природно-заповідного фонду місцевого значення та інших територій, що підлягають особливій охороні; внесення пропозицій до відповідних державних органів про оголошення природних та інших об'єктів, що мають екологічну, історичну, культурну або наукову цінність, пам'ятками історії або культури, які охороняються законом; прийняття за пропозицією відповідних сільських, селищних, міських рад рішень, пов'язаних зі створенням спеціальних вільних та інших зон, зміною у статусі цих зон, внесення до відповідних органів пропозицій з цих питань;
- прийняття рішень з питань адміністративно-територіального устрою в межах і в порядку, визначених законом;
- прийняття рішень щодо делегування місцевим державними адміністраціям окремих повноважень районної ради; заслуховування звітів голови районної державної адміністрації, його заступників, керівників структурних підрозділів райдержадміністрації про виконання програм соціально-економічного та культурного розвитку, бюджету, рішень ради із зазначених питань, а також про здійснення райдержадміністрацією делегованих радою повноважень;
- прийняття рішення про недовіру голові районної державної адміністрації;
- прийняття рішень про звернення до суду щодо визнання незаконними актів місцевих органів виконавчої влади, підприємств,установ та організацій, які обмежують права територіальних громад у сфері їх спільних інтересів, а також повноваженнярайонної ради та їх органів;
- внесення до Кабінету Міністрів України пропозицій щодо голови районної державної адміністрації;
- згоди на передачу об'єктів державної власності у спільну власність територіальних громад сіл, селищ району та прийняття рішень про передачу об'єктів права спільної власності територіальних громад сіл,селищ, що перебувають в управлінні районної ради, у державну власність, також щодо придбання об'єктівдержавної власності; затвердження відповідно закону Положення про помічника-консультанта районної ради та опису посвідчення помічника-консультанта депутата районної ради;
- заслуховування інформації прокурора та керівника органів внутрішніх справ про стан законності, боротьби із злочинністю, охорони громадського порядку та результати діяльності на території району;
- встановлення тарифів на житлово-комунальні послуги, які надаютьсяпідприємствами, що перебувають спільній власності територіальних громад, представництво інтересів яких здійснює районна рада, а також суб'єктами господарювання,що здійснюють управління (експлуатацію) цілісними майновими комплексами таких підприємств.

## Делегування повноважень районної ради відповідній місцевій державній адміністрації
Районна  рада делегує відповідній місцевій державній адміністрації такі повноваження:
1. Підготовка і внесення на розгляд ради проектів програм соціально-економічного та культурного розвитку відповідно районів і областей, цільових програм з інших питань, а в місцях компактного проживання національних меншин - також програм їх національно-культурного розвитку, проектів рішень, інших матеріалів з питань, передбачених цією статтею; забезпечення виконання рішень ради;
2. Підготовка пропозицій до програм соціально-економічного та культурного розвитку відповідно областей та загальнодержавних програм економічного, науково-технічного, соціального та культурного розвитку України;
3. Забезпечення збалансованого економічного і соціального розвитку відповідної території, ефективного використання природних, трудових і фінансових ресурсів;
4. підготовка і подання до відповідних органів виконавчої влади фінансових показників і пропозицій до проекту Державного бюджету України;
5. Сприяння інвестиційній діяльності на території району, області;
6. Об'єднання на договірних засадах коштів підприємств, установ та організацій, розташованих на відповідній території, і населення, а також бюджетних коштів на будівництво, реконструкцію, ремонт та утримання на пайових засадах об'єктів соціальної і виробничої інфраструктури, шляхів місцевого значення, на капітальний та поточний ремонт вулиць і доріг населених пунктів та інших доріг, які є складовими автомобільних доріг державного значення (як співфінансування на договірних засадах) та на заходи щодо охорони праці та охорони навколишнього природного середовища;
7. Залучення в порядку, встановленому законом, підприємств, установ та організацій, які не належать до комунальної власності, до участі в обслуговуванні населення відповідної території, координація цієї роботи;
8. Затвердження маршрутів і графіків руху місцевого пасажирського транспорту незалежно від форм власності, узгодження цих питань стосовно транзитного пасажирського транспорту;
9. Підготовка питань про визначення у встановленому законом порядку території, вибір, вилучення (викуп) і надання землі для містобудівних потреб, визначених містобудівною документацією;
10. Організація охорони, реставрації, використання пам'яток історії та культури, архітектури і містобудування, палацово-паркових, паркових та садибних комплексів, природних заповідників місцевого значення;
11. Підготовка висновків щодо проектів місцевих містобудівних програм відповідних адміністративно-територіальних одиниць, що затверджуються сільськими, селищними, міськими радами;
12. Видача замовникам відповідно до законодавства містобудівних умов і обмежень забудови земельних ділянок за межами населених пунктів;
13. Забезпечення відповідно до законодавства розвитку науки, усіх видів освіти, охорони здоров'я, культури, фізичної культури і спорту, туризму; сприяння відродженню осередків традиційної народної творчості, національно-культурних традицій населення, художніх промислів і ремесел, роботі творчих спілок, національно-культурних товариств, асоціацій, інших громадських та неприбуткових організацій, які діють у сфері освіти, охорони здоров'я, культури, фізичної культури і спорту, сім'ї та молоді;
14. Підготовка і подання на затвердження ради пропозицій щодо організації територій і об'єктів природно-заповідного фонду місцевого значення та інших територій, що підлягають особливій охороні; внесення пропозицій до відповідних державних органів щодо оголошення природних та інших об'єктів, що мають екологічну, історичну, культурну або наукову цінність, пам'ятками історії або культури, які охороняються законом, підготовка і подання на затвердження ради пропозицій щодо оголошення в місцях масового розмноження та вирощування потомства дикими тваринами "сезону тиші" з обмеженням господарської діяльності та добуванням об’єктів тваринного світу;
15. Вжиття необхідних заходів щодо ліквідації наслідків надзвичайних ситуацій відповідно до закону, інформування про них населення, залучення в установленому законом порядку до цих робіт підприємств, установ та організацій, а також населення;
16. Координація на відповідній території діяльності місцевих землевпорядних органів;
17. Здійснення контролю за використанням коштів, що надходять у порядку відшкодування втрат сільськогосподарського і лісогосподарського виробництва, пов'язаних із вилученням (викупом) земельних ділянок;
18. Забезпечення виконання заходів з відстеження результативності регуляторних актів, прийнятих районними, обласними радами[1].

## Див.також
- Список районних рад України
- Обласна рада